# Stadion Olimpijski w Soczi

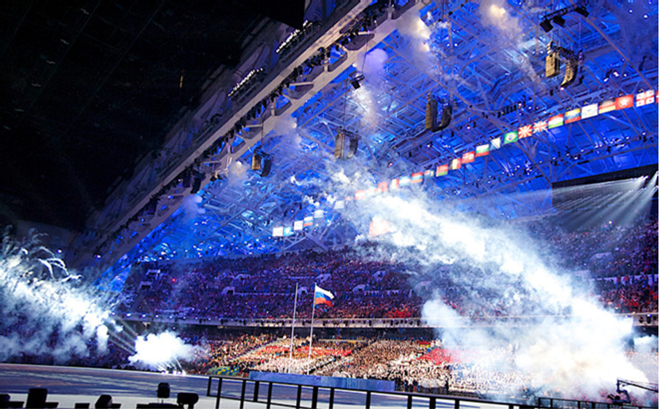
Stadion podczas otwarcia igrzysk olimpijskich w 2014

Stadion Olimpijski Fiszt (ros. Олимпи́йский стадио́н «Фишт» – Olimpijskij stadion „Fiszt”) – stadion sportowy w Soczi, w Rosji, wybudowany z myślą o Zimowych Igrzyskach Olimpijskich 2014, których organizację MKOl powierzył Soczi 4 lipca 2007 roku. W trakcie tych igrzysk obiekt gościł ceremonię otwarcia i zamknięcia. Obiekt był także jedną z aren Mistrzostw Świata w piłce nożnej 2018, których organizacja przypadła Rosji oraz Pucharu Konfederacji 2017. Trybuny stadionu wzdłuż boiska są zadaszone, a jego pojemność wynosi 45 460 widzów.